# Valuefonds
Ein Valuefonds ist ein Investmentfonds, der ausschließlich in unterbewertete Aktien investiert.
Als prominenter Begründer dieser Strategie gilt der Wirtschaftswissenschaftler Benjamin Graham. Die grundlegende Strategie besteht darin, Unternehmen zu bewerten und nur dann Anteilsscheine zu kaufen, wenn der aktuelle Börsenkurs deutlich niedriger ist als die eigene Bewertung des Fondsmanagers. Sobald der Börsenkurs den Wert der internen Bewertung erreicht hat, werden die Aktien wieder verkauft. Als Bewertungskriterien dienen insbesondere das Kurs-Gewinn-Verhältnis, das Kurs-Buchwert-Verhältnis und vereinzelt auch die Dividendenrendite. Valuefonds gelten als tendenziell eher konservative Anlagestrategie, da hauptsächlich Fundamentaldaten darüber entscheiden, ob Aktien gekauft oder verkauft werden, und weniger eine Spekulation über die zukünftige Kursentwicklung.